# 백운산 (강원)
백운산(白雲山)은 대한민국 강원특별자치도 정선군 주변에 두 곳이 존재한다.
하나는 정선군 신동읍과 평창군 미탄면에 걸쳐있는 산으로 높이는 883m이다. 다른 하나는 정선군 고한읍과 영월군 상동읍에 걸쳐 있는 산으로 높이는 1,426m이며, 북쪽 사면에 하이원리조트가 자리잡고 있다.

## 같이 보기
- 백운산 향사대
- 한국의 산
- 하이원리조트